# Nathaniel Popp
Nathaniel Popp  (născut William George Popp; n. 12 iunie 1940, Aurora, Illinois, SUA) este un arhiepiscop ortodox român, întâistătătorul Episcopiei Ortodoxe Române din America, care este subordonată Bisericii Ortodoxe din America (OCA), nu Patriarhiei de la București.
S-a născut într-o familie română unită (greco-catolică). A absolvit studiile teologice la Roma, iar în data de 23 octombrie 1966 a fost sfințit preot de către episcopul greco-catolic Vasile Cristea. Hirotonirea preoțească a avut loc în Biserica San Salvatore alle Coppelle din Roma.
În data de 15 februarie 1968 a trecut la Episcopia Ortodoxă Română din America, aflată sub conducerea episcopului Valerian Trifa.